# Bessaborg
Bessaborg är en kulle i republiken Island. Den ligger i regionen Norðurland vestra, 140 km norr om huvudstaden Reykjavík. Toppen på Bessaborg är 239 meter över havet.
Trakten runt Bessaborg är nära nog obefolkad, med mindre än två invånare per kvadratkilometer. Närmaste större samhälle är Hvammstangi, omkring 13 kilometer nordväst om Bessaborg. Trakten runt Bessaborg består i huvudsak av gräsmarker.